# La senyora Cézanne al jardí
La senyora Cézanne al jardí (Madame Cézanne au jardin) és un oli sobre tela de 80 × 63 cm pintat per Paul Cézanne vers l'any 1880 i dipositat al Museu de l'Orangerie de París.

## Context històric i artístic
Cézanne va deixar nombrosos retrats de Marie Hortense Fiquet, jove model que esdevingué la seua companya l'any 1869 i que li donà un fill l'any 1872, però amb qui no es casaria fins al 1886, després de rebre el consentiment patern. Marie Hortense mai no arribà a ésser realment acceptada per la família del pintor, ni tampoc pels seus amics. Es diu que els Zola li donaven el malnom de La Bola a causa de la forma de la seua cara i de La Boleta al fill que tenia en comú amb Cézanne.
No és fàcil, en els retrats de Cézanne, deduir l'edat del model i establir d'aquesta manera la data de l'obra. En aquest cas, el vestit que porta Hortense correspon a la moda de finals de la dècada del 1870. Cosa inhabitual en Cézanne, la model està situada a l'aire lliure, com ens permet de comprovar el fons, per bé que a penes esbossat, de la composició (això podria indicar que fou executada durant l'estiu que la parella va passar a Melun -Sena i Marne- l'any 1879).